# Церква і Нарід (видання)
«Церква і Нарід» — церковно-громадський двотижневик, орган Православної Волинської Духовної Консисторії, виходив 1935-1938 роках у Кременці, Тернопільська обл.; головний редактор Іван Власовський. Журнал віддзеркалював тогочасні церковні події, містив історичні матеріали, проповіді тощо. При журналі видано близько 30 публікацій. Видання журналу припинено на вимогу польської влади.
«Церква і Нарід» — ілюстрований православний місячник, виходив з квітня-травня 1949 до 1951 року, спершу у Вінніпезі, згодом у Ґрімсбі-Біч (Канада), за благословенням архієпископа Мстислава; головний редактор Іван Власовський. 
У журналі ст. на церковно-релігійні й організаційні теми УПЦ в Канаді й США, інформації про стан УПЦ в Україні та ст. на історичні й політичні теми.